# خافيير بيريز
خافيير بيريز (بالإسبانية: Javier Pérez Iniesta)‏ (16 مارس 1970 في إسبانيا - ) هو لاعب كرة سلة إسباني في مركز الهجوم خلفي.

## وصلات خارجية
- خافيير بيريز على موقع الدوري الإسباني لكرة السلة (الإسبانية)
- خافيير بيريز على موقع كرة السلة الأوروبية.كوم (الإنجليزية)
- خافيير بيريز على موقع بروبوليرز (الإنجليزية)
- خافيير بيريز على موقع سبورتس رفرنس (الإنجليزية)